# María María Acha-Kutscher

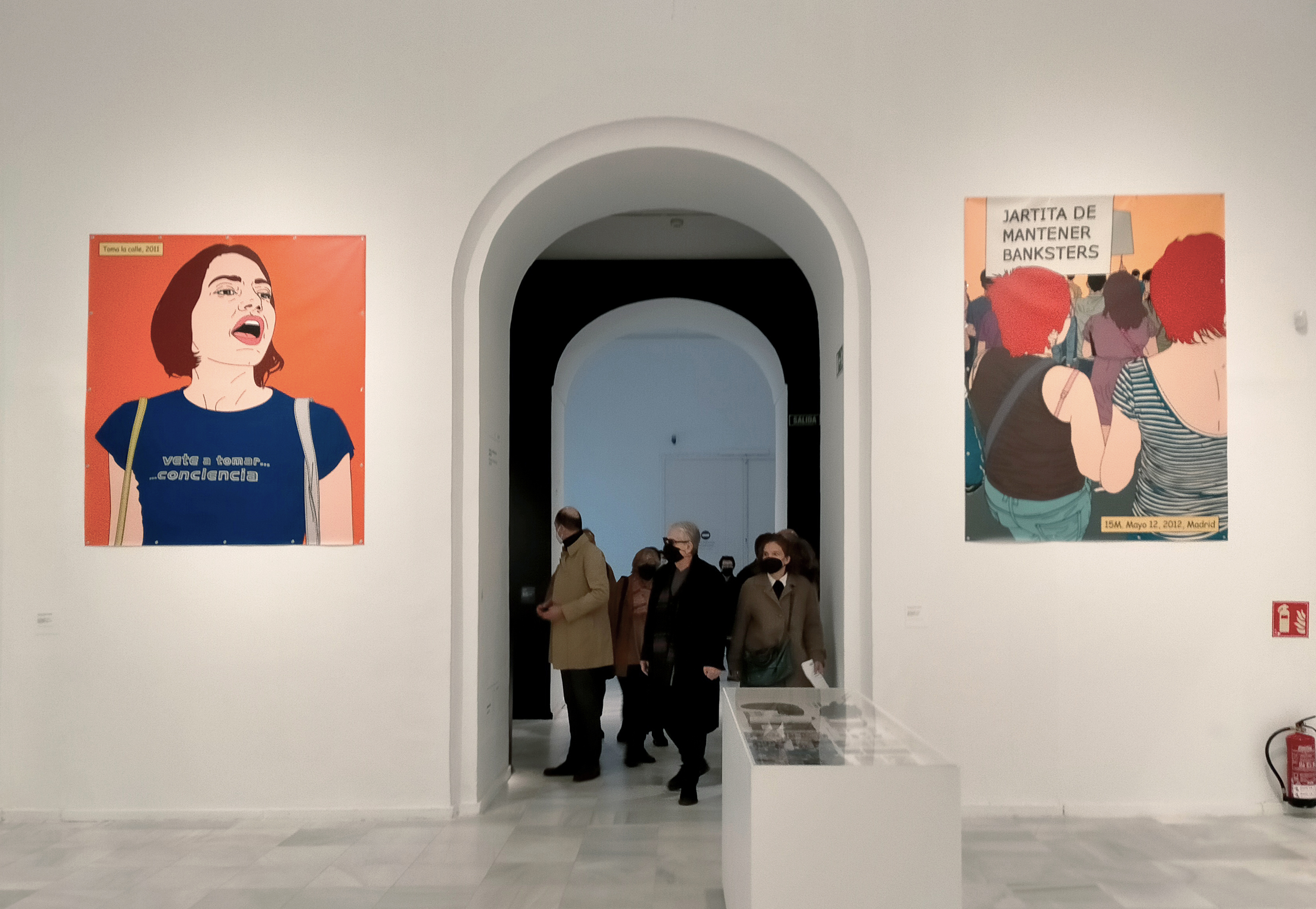
Dos lonas de la serie Indignadas en la exposición Vasos Comunicantes. Colección 1881-2021. Museo Reina Sofía, Madrid 2021

María María Acha-Kutscher (Lima, Perú, 16 de junio de 1968) es una artista visual militante feminista peruana residente en España. Es codirectora con Tomás Ruiz-Rivas del proyecto experimental Antimuseo. Vive en Madrid y trabaja globalmente. El centro de su trabajo es la mujer. Su historia, la lucha por la emancipación y la igualdad, la manera en que se ha construido lo femenino en la cultura. Acha-Kutscher se define como artista feminista por la dimensión política de su obra; organiza su trabajo en proyectos de largo plazo, para cada uno de los cuales desarrolla un lenguaje y una metodología propios.

## Biografía

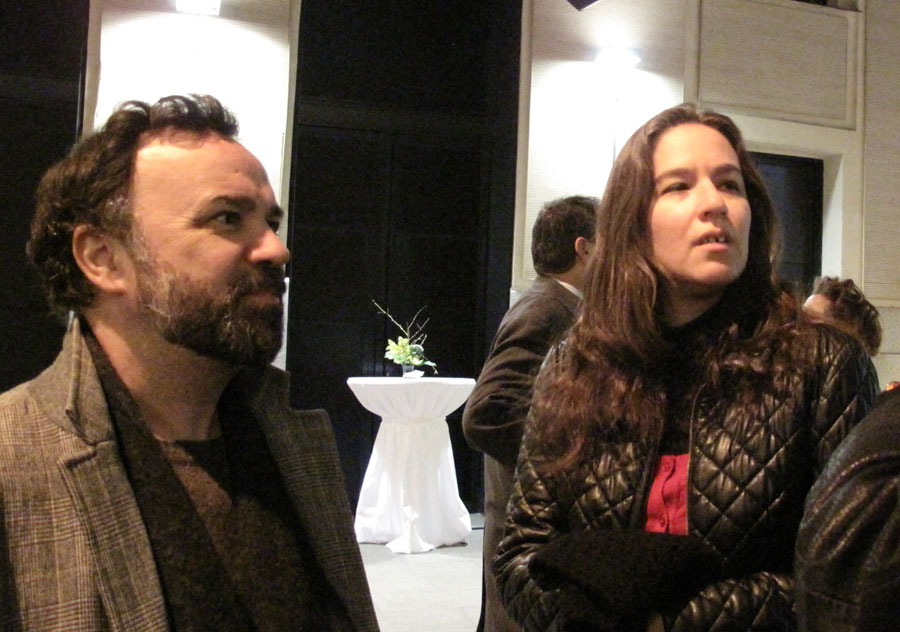
En la entrega de los premios MAV 2010 con Tomás Ruíz Rivas

Heredera de un gran capital cultural familiar, bisnieta de Artur Kutscher, nieta de Juan Acha, e hija de Mario Acha Kutscher, María María Estudió en la Facultad de Bellas Artes de la Pontificia Universidad Católica del Perú. Al finalizar los estudios en 1991 se mudó a Ciudad de México, donde trabajó como directora de arte en agencias de publicidad. Esta experiencia de diseñadora ha sido crucial para la realización de su trabajo artístico-militante. En 2001 se trasladó a Madrid y se vinculó a la escena del arte alternativo de arte contemporáneo a través de su pareja Tomás Ruiz-Rivas. En 2003 abren un espacio en lo que será la tercera etapa del Ojo Atómico y en 2005 cambian el nombre denominándolo Antimuseo, con cuyo nombre siguen trabajando. Paralelamente, es en esta ciudad donde comenzó a desarrollar su trabajo artístico. Este está centrado en la mujer, su historia, la lucha por la emancipación, la igualdad y la construcción cultural de lo femenino. Su obra no se inscribe en ningún lenguaje, estético o estilo, ni se identifica con técnicas o formatos específicos. Acha-Kutscher organiza su trabajo en extensos proyectos temáticos relacionados con la actualidad política feminista,  para cada uno de los cuales desarrolla un lenguaje y una metodología propia. Es una de las pocas artistas de su generación que se define como feminista, por la dimensión política de su obra, que cumple una doble función, la de ser un producto artístico y también un instrumento que pueda cubrir alguna necesidad social y contribuir a las transformaciones políticas. Según sus palabras en la entrevista a la revista La Réplica:

Me defino como artista feminista. Muchas artistas mujeres tienen miedo de llamarse feministas, porque esto puede repercutir negativamente en sus carreras (y con esto no quiero decir que todas las mujeres artistas tienen que ser feministas). Pero en mi caso, el punto de partida en mi trabajo es la mujer vista desde una perspectiva feminista, por eso nunca tuve miedo de definirme como artista feminista, para mí era importante la reivindicación, de lo contrario no habría podido desarrollar mi obra con honestidad.

## Obra artística-activista
Su trabajo reivindica y visibiliza el feminismo, el arte con perspectiva de género y la incansable lucha de las mujeres contra el sistema patriarcal.
"Bellas Durmientes" fue uno de sus primeros proyectos que contribuyó a la lucha contra la violencia machista. Consistió en involucrar a la sociedad a través de una convocatoria abierta para crear piezas de arte que sirviesen de denuncia y de homenaje a las memorias de las mujeres asesinadas por sus parejas o exparejas en España. Participaron más de 300 personas de España y otros países: mujeres y hombres, artistas, colectivos de artistas, institutos, asociaciones civiles de todo tipo, y también aquellas que luchan contra la violencia hacia las mujeres.
Desde el 2010, Acha-Kutscher se ha centrado en tres proyectos de largo plazo: Womankind, Indignadas y Herstorymuseum. Womankind consiste en varias series de collages fotográficos digitales, creados a partir de imágenes de archivo, de Internet, revistas, libros y fotografías tomadas por la artista. Las series funcionan como documentos ficticios y las protagonistaa son siempre las mujeres.
Les Spectaculaires es posiblemente una de las series más inquietantes de Womankind. Las protagonistas son mujeres que nacieron con alguna condición física excepcional que las hacía únicas, como la carencia de brazos o piernas, la estatura mínima o exagerada, un rostro cubierto de pelo o los cuerpos unidos de las siamesas. Las fotografías originales sobre las que ha trabajado la artista, son de finales del siglo XIX y principios del XX, cuando estas mujeres aún trabajaban en circos, donde se exhibían como rarezas humanas. A la serie le acompaña un libro que lleva el mismo título del proyecto, con un texto de Tomás Ruiz-Rivas, y breves biografías de cada una de estas mujeres. Asimismo, en el texto de introducción del catálogo de mano de la exposición Womankind, llevada a cabo en La Virreina Centro de la Imagen en 2019, su comisario Valentín Roma, señala que los collages de Les Spectaculaires, "presentan mujeres patologizadas como «anormales» por los sistemas clínicos, teológicos y sociales de la época. Arrinconadas a la manera de monstruos, exhibidas en espectáculos circenses, estas mujeres ejemplifican los procesos de persecución de la diferencia y de terapización de la anomalía que proliferaron por toda Europa tras la Revolución Industrial, los cuales tuvieron en el freak show uno de sus episodios prioritarios."
Entre sus series más reconocidas se encuentra Indignadas que pertenece al proyecto de recuperación de memoria histórica femenina, Mujeres Trabajando para Mujeres"
Indignadas nace como contribución al movimiento 15M. Y consiste en un registro visual de la participación femenina en las protestas públicas a nivel global. Son dibujos digitales basados en fotografías de prensa y medios alternativos de Internet que incluyen movimientos sociales como Occupy Wall Street, Black Lives Matter, entre otros. Y también movimientos feministas como Femen, Pussy Riot, SlutWalk, #MeToo, Ni Una Menos, Alfombra Roja, etc. Los dibujos se inspiran en la estética del arte "Pop" y el cómic, y se imprimen como carteles y en lonas de gran formato para su exhibición en espacios públicos, como una forma de devolver la protesta a las calles. Así mismo, las imágenes se comparten en Internet bajo licencia Creative Commons, para que las activistas puedan hacer uso de ellas. En el artículo sobre Indignadas del número 12 de la revista Blanco Negro y Magenta, Carlos Jiménez argumenta: "Viendo y leyendo esta obra no pude menos que pensar en el activismo gráfico de las Guerrillas Girls e inclusive en el de Emory Douglas, el inolvidable artista del Black Power. Pero creo que María María ha ido más lejos de donde ellos fueron. Y precisamente por el tamaño vertiginoso de su ambición: convertir a la mujer en el símbolo de la resistencia y la esperanza en el mundo."
En la extensa entrevista llevada a cabo por Marta Mantecón para la revista feminista M-Arte y Cultura Visual de la asociación Mujeres en las Artes Visuales (MAV), Acha-Kutscher responde a numerosas preguntas y se muestran un gran número de sus obras. Según sus palabras:

En el caso de Indignadas y de Mujeres Trabajando por Mujeres me interesaba utilizar un lenguaje visual que sea popular, es por eso que mis dibujos se acercan al cómic. También era importante que fuese vectorial y digital, por una parte, para poder disponer de una impresión de tamaño ilimitado y, por otra, que pudiese reproducirse. Asimismo, escogí un material de impresión barato y resistente a las inclemencias del tiempo: la lona, muy popular en la ciudades latinoamericanas, y que es usado constantemente en la comunicación citadina.

Su último proyecto es Herstorymuseum, un museo imaginario que, a través de su colección y un programa curatorial, desarrolla una narrativa rizomática y desjerarquizada de las mujeres creadoras del siglo XX. Sus fondos están compuestos por imágenes basadas en un lenguaje visual próximo al pictograma, en donde se utilizan solo dos manchas de color. Las exposiciones se realizan en espacios públicos, centros de arte, galerías y también en su página Web. Las exposiciones establecen relaciones entre diferentes creadoras y obras, desarrollando así una narrativa diferente de la historia del arte oficial. Herstorymuseum es miembro del International Association of Women’s Museums (IAWM).
Acha-Kutscher ha mostrado su obra en Museo Nacional Centro de Arte Reina Sofía (MNCARS), Centro de Arte Dos de Mayo (CA2M), Centro Gallego de Arte Contemporáneo (CGAC), La Virreina Centre de la Imatge, The Fed Galleries @ KCAD (EE. UU.), M.A.C.L.A. (EE. UU.), Haifa Museum of Art (Israel), International Museum of Woman-IMOW, Galería - Centro Cultural de la Universidad de Lima (Perú), Centro Cultural Inca Garcilaso (Perú), Centro de la Imagen (México), Foto Museo Cuatro Caminos (México) Fototeca Nuevo León (México), entre otros. En España en CentroCentro, el Museo de la Universidad de Alicante-MUA, en el Centro de Arte Contemporáneo Caja de Burgos, Museo de Arte Moderno y Contemporáneo de Santander y Cantabria-MAS, entre otros. También ha participado en ferias de arte contemporáneo como Zona Marco (México D.F.). Y en Madrid en las ferias ARCO, Estampa, Madrid Photo, ArteSantander, Munich Contemplo, en su país de origen Perú  en las ferias Art Lima y Lima Photo.

## Premios
- Premio adquisición Fundación Vila Casas - Swab, ADN Galería, Barcelona 2020.[18]
- Premio Arte en Valla, Ayuntamiento Rivas-Vaciamadrid, 2015
- Premio adquisición en la XVI Bienal de fotografía 2014 - Centro de la Imagen, México.[19]
- Finalista Premio Repsol - Lima Photo 2014
- Mención Especial Premios Cortes de Cádiz 2012 - Creación Artística
- Premio adquisición EAC 2012 - Instituto Alicantino de Cultura Juan Gil-Albert
- Premio adquisición Mulier Mulieris, Museo de la Universidad de Alicante - MUA
- Seleccionada en PhotoGraphica 2010 - Feria de arte ESTAMPA, Madrid
- Seleccionada en Tentaciones 2012 - Feria de arte ESTAMPA, Madrid

## Becas
- Ayudas a la creación contemporánea - Ayuntamiento de Madrid /2008, 2012, 2017 y 2019)
- Ayudas a la Producción de Artes Plásticas 2012 de la Comunidad de Madrid
- Museo de Arte Contemporáneo de Castilla y León - MUSAC - VI Edición Becas de Creación Artística 2011
- Ayudas a la Promoción del Arte Contemporáneo Español 2010 - Ministerio de Cultura de España